# فینیستر

فینیستر (به فرانسوی: Finistère) بیست و نهمین شهرستان فرانسه است. شهرستان فینیستر در یک شبه جزیره بزرگ با نام برتانی و همچنین در شمال خلیج بیسکای قرار دارد. این شهرستان زیرمجموعه ناحیه برتانی فرانسه می‌باشد. مساحت این شهرستان ۶٬۷۳۳ کیلومتر مربع و جمعیت آن ۸۸۶٬۵۰۰ نفر است. برست و کویمپر از شهرهای مهم این شهرستان می‌باشند.